# Aérodrome de Varkaus
L'aérodrome de Varkaus (code IATA : VRK • code OACI : EFVR) (finnois : Varkauden lentoasema) est un aéroport situé à 16 km du centre-ville de Varkaus en Finlande

## Situation
| \| 50 km1:2 811 000 \| Enontekiö Helsinki-Malmi Helsinki-Vantaa Ivalo Joensuu Jyväskylä Kajaani Kemi-Tornio Kittilä Kokkola-Pietarsaari Kuopio Kuusamo Lappeenranta Mariehamn Oulu Pori Rovaniemi Savonlinna Tampere Turku Vaasa Varkaus |
| 50 km1:2 811 000 |

## Trafic
En 2013, il a accueilli 6 759 passagers.
| Année | Domestique | International | Total  | Variation |
| ----- | ---------- | ------------- | ------ | --------- |
| 2005  | 15 550     | 519           | 16 069 | −24,0 %   |
| 2006  | 11 947     | 305           | 12 252 | −23,8 %   |
| 2007  | 2 337      | 30            | 2 367  | −80,7 %   |
| 2008  | 6 251      | 151           | 6 402  | +170,5 %  |
| 2009  | 9 116      | 742           | 9 858  | +54,0 %   |
| 2010  | 7 601      | 456           | 8 057  | −18,3 %   |
| 2011  | 7 210      | 1 525         | 8 735  | +8,4 %    |
| 2012  | 5 576      | 1 074         | 6 650  | −23,9 %   |
| 2013  | 5 022      | 1 737         | 6 759  | −16,1 %   |